# Marion (ostrov)
Marion je ostrov vulkanického původu, pod správou Jihoafrické republiky, nacházející se v Indickém oceánu 46°54′ jižně a 37°45′ východně. Nejbližší pevnina je vzdálena 1727 km – Port Alfred v Jihoafrické republice. Marion je větším ze dvou ostrovů prince Edvarda.
Marion a ostrov prince Edvarda byly objeveny 4. března 1663 nizozemským mořeplavcem Barentem Barentszoonem Lamem během jeho cesty na lodi Maerseveen do východní Indie. Jeho polohu však posunul o pár stupňů severněji, proto ho následná holandská expedice nenašla. Dne 13. ledna 1772 jej znovuobjevil Francouz Marc-Joseph Marion du Fresne, po něm je ostrov pojmenován. Pozdějšími pány ostrova se stali Francouzi, koncem 19. století je vystřídali Britové. Tito nakonec přenechali správu ostrova Jižní Africe.
Ostrov má rozměry 19 × 12 km, plocha 290 km². Jeho nejvyšší vrchol je 1230 m vysoký State President Swart. Na ostrově se nenachází prakticky žádné rostlinstvo, ze živočichů se v hojném počtu nacházejí tučňáci patagonští a tuleni. Sublitorál pokrývají chaluhové lesy s bobulákem Macrocystis pyrifera.
Součástí ostrova je i meteorologická stanice (založena v roce 1947), její posádku tvoří celoročně 17 lidí (v letních měsících více), od roku 1995 je ostrov součástí přírodní rezervace.
Ostrov leží 233 km jihovýchodně od osy Západoindického hřbetu při jižním konci zlomového pásma Erica Simpsona.